# A837高速公路
A837高速公路是法国的一条高速公路，始于圣多明各，终于罗什福尔，与A10高速相连。A837长度约38千米。该高速为2x2车道，呈西北-东南走向，经过普瓦图-夏朗德大区，于1997年建成通车。